# Exolontha umbraculata
Exolontha umbraculata  (лат.) — вид пластинчатоусых жуков из подсемейства хрущей (Melolonthinae). Распространён в Шанхае (южный Китай). Длина тела имаго 23—25 мм. Имаго синевато-чёрные; надкрылья более светлые, бурые, с широкой тёмной косой перевязью посередине, поэтому большое треугольное пятно у основания надкрылий кажется светлым. Всё тело имаго покрыто тонкими волосками; на голове, переднеспинке, и щитке имеются короткие и торчащие волоски.